# 1951 a tudományban
Az 1951. év a tudományban és a technikában.

## Díjak
- Nobel-díjak
  - Fizikai Nobel-díj: John Cockcroft, Ernest Walton
  - Fiziológiai és orvostudományi Nobel-díj: Max Theiler
  - Kémiai Nobel-díj: Edwin M. McMillan, Glenn T. Seaborg

## Születések
- május 15. – Frank Wilczek Nobel-díjas amerikai elméleti fizikus, matematikus
- május 26. – Sally Ride asztrofizikus, az első amerikai űrhajósnő († 2012)
- augusztus 3. – Hans Schlegel német fizikus, űrhajós
- augusztus 26.– Edward Witten amerikai matematikus és fizikus, a húrelmélet (M-elmélet) jelentős fizikusa
- szeptember 30. – Barry Marshall Nobel-díjas (megosztva) ausztrál orvos, mikrobiológus
- december 18. – Andy Thomas amerikai mérnök, az első ausztrál születésű űrhajós

## Halálozások
- január 22. – Harald Bohr dán matematikus, fizikus (* 1887)
- április 9. – Vilhelm Bjerknes norvég fizikus, matematikus, a bergeni iskola és a numerikus meteorológia megalapítója (* 1862)
- április 26. Arnold Sommerfeld a kvantumfizika területén kiemelkedő munkásságáról ismert német elméleti fizikus (* 1868)
- december 20. – Szergej Ivanovics Ognyov orosz zoológus és természettudós (* 1886)